# Rannaküla (Hiiumaa)
Koordinaten: 58° 42′ N, 22° 34′ O
Rannaküla ist ein Dorf (estnisch küla) in der Landgemeinde Hiiumaa (bis 2017: Landgemeinde Emmaste). Es liegt auf der zweitgrößten estnischen Insel Hiiumaa (deutsch Dagö), direkt an der Südspitze der Insel.
Rannaküla (zu Deutsch „Stranddorf“) hat 33 Einwohner (Stand 31. Dezember 2011).